# Ванін Володимир Вікторович
Володимир Володимирович Ванін (нар. 14 березня 1974) — український футболіст, захисник та нападник.

## Життєпис
Футбольну кар'єру розпочав 1991 року в складі дубля запорізького «Металурга». Наступного року прийняв запрошення від київського «Динамо», але через величезну конкуренцію в першій команді киян шансу проявити себе не отримав. Тому був відправлений до другої динамівської команди, за яку дебютував 17 березня 1992 року в нічийному (0:0) виїзному поєдинку 2-о туру підгрупи 1 Першої ліги проти алчевської «Сталі». Володимир вийшов на поле в стартовому складі та відіграв увесь матч. Дебютним голом за киян відзначився 6 травня 1992 року на 61-й хвилині переможного (2:1) домашнього поєдинку 14-о туру підгрупи 1 Першої ліги проти сумського «Автомобіліста». Ванін вийшов на поле на 46-й хвилині, замінивши Дмитра Зубаху. У складі «Динамо-2» відіграв півтора сезони. За цей час у Першій лізі зіграв 24 матчі (3 голи), ще 2 поєдинки провів у кубку України.
Напередодні старту сезону 1993/94 років перейшов до клубу Перехідної ліги «Віктор» (Запоріжжя). За нову команду в дебютному сезоні зіграв 31 матч, в яких відзначився 27-а голами. Допоміг команді завоювати бронзові медалі першості, а сам став найкращим бомбардиром чемпіонату. Сезон 1994/95 років розпочав у Другій лізі, зіграв 6 матчів, в яких відзначився 8-а голами. Завдяки високій результативності на Володимира звернув увагу іменитіший запорізький клуб, «Металург», й на початку вересня 1994 року він переходить до складу «металургів». У новій команді дебютував 10 вересня 1994 року в переможному (1:0) домашньому поєдинку 8-о туру Вищої ліги проти рівненського «Вереса». Ванін вийшов на поле в стартовому складі, а на 59-й хвилині його замінив Олег Липський. Дебютним голом у Вищій лізі відзначився 2 жовтня 1994 року на 22-й хвилині нічийного (1:1) домашнього поєдинку 11-о туру проти київського «Динамо». Володимир вийшов на поле в стартовому складі та відіграв увесь матч. У Вищій лізі у футболці «Металурга» зіграв 29 матчів та відзначився 6-а голами, ще 4 матчі (1 гол) провів у кубку України.
Під час зимової перерви сезону 1995/96 років повернувся до «Віктора». Дебютував за «Віктор» після свого повернення 2 квітня 1996 року в програному (0:1) виїзному поєдинку 23-о туру групи Б Другої ліги проти «Авангарду-Індустрії». Ванін вийшов на поле на 58-й хвилині, замінивши Володимира Лобанова. Дебютним голом за запорізький колектив відзначився 5 квітня 1996 року на 36-й хвилині переможного (4:0) виїзного поєдинку 24-о туру групи Б Другої ліги проти свердловського «Шахтаря». Володимир вийшов на поле в стартовому складі та відіграв увесь матч. У команді відіграв два сезони, за цей час у Другій лізі провів 45поєдинків (11 голів), ще 2 матчі (1 гол) зіграв у кубку України. Під час зимової паузи сезону 1997/98 років перейшов до нікопольського «Металурга». У футболці нікопольського клубу дебютував 27 березня 1998 року в переможному (1:0) домашньому поєдинку 23-о туру Першої ліги проти ужгородської «Верховини». Володимир вийшов на поле на 55-й хвилині, замінивши Сергія Лютікова. Дебютним голом за «металургів» відзначився 22 квітня 1998 року на 30-й хвилині переможного (2:1) виїзного поєдинку 29-о туру Першої ліги проти чернівецької «Буковини». Ванін вийшов у стартовому складі, а на 86-й хвилині його замінив Сергій Лютіков. У футболці «Металурга» зіграв 20 матчів та відзначився 2-а голами. 
Сезон 1999 року провів у клубах Прем'єр-ліги Казахстану — «Синтез» (6 матчів у чемпіонаті, 2 матчі та 1 гол у Кубку країни) та «Тараз» (10 матчів у чемпіонаті, 1 гол).
У 2001 році повернувся до України, де підписав контракт з «Десною». Дебютував у складі чернігівського колективу 22 квітня 2001 року в програному (0:1) виїзному поєдинку 20-о туру групи В Другої ліги проти харківського «Арсеналу». Володимир вийшов на поле в стартовому складі, а на 33-й хвилині його замінив Олег Собех. Єдиним голом у футболці «Десни» відзначився 11 червня 2001 року на 80-й хвилині переможного (3:1) виїзного поєдинку 28-о туру групи В Другої ліги проти полтавської «Ворскли-2». Володимир вийшов на поле в стартовому складі та відіграв увесь матч. У весняно-літній частині сезону 2000/01 років у Другій лізі основним гравцем не був, зіграв 8 матчів та відзначився 1 голом. Наступного сезону в чемпіонаті України не грав, зіграв 1 поєдинок у кубку України. Другу половину сезону 2001/02 провів у запорізькому ЗАлКу. В аматорському чемпіонаті України зіграв 2 матчі. По завершенні сезону закінчив кар'єру гравця.

## Досягнення

### Командні
- Перехідна ліга чемпіонату України
  -  Бронзовий призер (1): 1993/94

### Особисті
- Найкращий бомбарди Перехідної ліги (1): 1993/94